# Premis Pulitzer de 1925
Els següents són els Premis Pulitzer del 1925.

## Premis de periodisme
- Informació:
  - James W. Mulroy i Alvin H. Goldstein del Chicago Daily News, pel seu servei en la solució de l'assassinat de Robert Franks, Jr. a Chicago el 22 de maig de 1924, i la posada a disposició judicial de Nathan F. Leopold i Richard Loeb.
- Redacció editorial:
  - Charleston News and Courier, per a l'editorial titulada "The Plight of the South". (Cap autor mencionat)

- Caricatura Editorial :

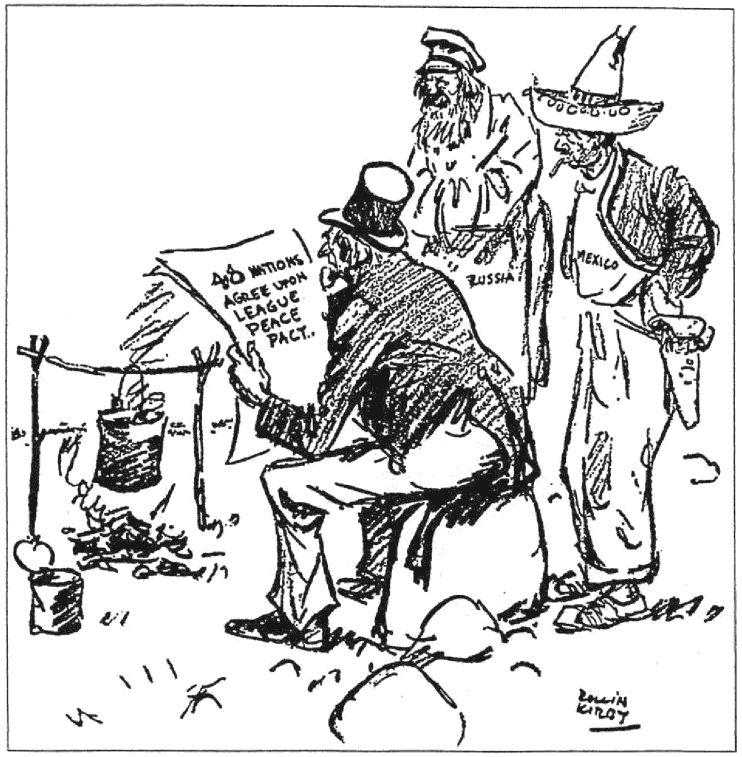
"News From the Outside World", guardonat amb el Premi a la Caricatura Editorial

  - Rollin Kirby, del New York World, per "News from the Outside World" (Notícies del món exterior).

## Premis de lletres i teatre
- Novel·la:
  - So Big d'Edna Ferber (Doubleday)
- Teatre:
  - They Knew What They Wanted (Sabien el que volien) de Sidney Howard (Doubleday)
- Història:
  - History of the American Frontier (Història de la frontera americana) per Frederic L. Paxson (Houghton)
- Biografia o autobiografia:
  - Barrett Wendell and His Letters (Barrett Wendell i les seves cartes) de MA Dewolfe Howe (Little)
- Poesia:
  - The Man Who Died Twice (L'home que va morir dues vegades) d'Edwin Arlington Robinson (Macmillan)